# STM32

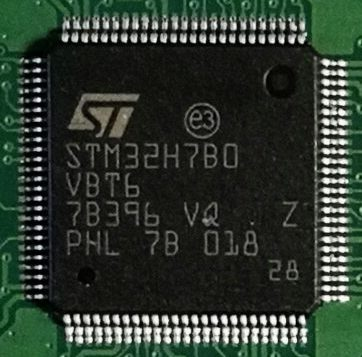
Микроконтроллер серии STM32

STM32 — семейство 32-битных микроконтроллеров производства STMicroelectronics. Чипы STM32 группируются в серии, в рамках каждой из которых используется одно и то же 32-битное ядро ARM, например, Cortex-M7F, Cortex-M4F, Cortex-M3, Cortex-M0+ или Cortex-M0. Каждый микроконтроллер состоит из ядра процессора, статической RAM-памяти, флеш-памяти, отладочного и различных периферийных интерфейсов.

## Обзор
STM32 — семейство микроконтроллеров, основанных на 32-битных ядрах ARM Cortex-M7F, Cortex-M4F, Cortex-M3, Cortex-M0+ или Cortex-M0 с сокращённым набором инструкций. STMicroelectronics (ST) имеет лицензию на IP-процессоры ARM от ARM Holdings. Дизайн ядра ARM имеет множество настраиваемых опций, и ST выбирает индивидуальную конфигурацию для каждого микроконтроллера, при этом добавляя свои собственные периферийные устройства к ядру микроконтроллера перед преобразованием дизайна в полупроводниковую пластину. В следующей таблице представлены основные серии микроконтроллеров семейства STM32.
| Серия STM32      | Ядро ARM CPU |
| ---------------- | ------------ |
| L5               | Cortex-M33   |
| F7, H7           | Cortex-M7F   |
| F4, F3, L4, J    | Cortex-M4F   |
| F2, F1, L1, W, J | Cortex-M3    |
| L0, J            | Cortex-M0+   |
| F0, J            | Cortex-M0    |

## Серии STM32
Семейство микроконтроллеров STM32 состоит из 16 серий микроконтроллеров: F0, F1, F2, F3, F4, F7, L0, L1, L4, L4+, L5, G0, G4, H7, WB, WL. Каждая из серий базируется на одном из ядер ARM: Cortex-M33, Cortex-M7F, Cortex-M4F, Cortex-M3, Cortex-M0+, Cortex-M0.
Производитель делит все серии микроконтроллеров STM32 на 4 платформы (группы):
| Платформа микроконтроллеров | Названия серий, входящих в группу |
| --------------------------- | --------------------------------- |
| Высокопроизводительные      | F2, F4, F7, H7                    |
| Широкого применения         | F0, G0, F1, F3, G4                |
| Сверхнизкого потребления    | L0, L1, L4, L4+, L5               |
| Беспроводные                | WB, WL                            |

| Название серии | Ядро ARM                                | Максимальная частота ядра, МГц | CoreMark | Объем Flash памяти (кБайт) | Объем RAM (кБайт) | Особенности |
| -------------- | --------------------------------------- | ------------------------------ | -------- | -------------------------- | ----------------- | --- |
| F2             | Cortex-M3                               | 120                            | 398      | 128-1024                   | до 128            | ART ускоритель, Ethernet MAC, USB 2.0 HS OTG, camera interface, hardware encryption support and external memory interface                                          |
| F4             | Cortex-M4F                              | 180                            | 608      | 64-2056                    | до 384            | Chrom-ART Accelerator™, dual Quad-SPI, SDRAM interface, Ethernet MAC, camera interface                                                                             |
| F7             | Cortex-M7F                              | 216                            | 1082     | 64-2056                    | 256-512           | AXI and multi-AHB шины, L1 кэш, Double precision FPU (в некоторых моделях), Chrom-ART ускоритель (в некоторых моделях). Серия F7 pin-to-pin совместима с серий F4. |
| H7             | Cortex-M7F, Cortex-M4F (Dual-core line) | 480, 240                       | 3224     | 128 — 2048                 | до 1,4 МБайт      | TFT-LCD, JPEG codec, Ethernet, Chrom-GRC™, optional embedded SMPS, dual Octo-SPI with on-the-fly decryption                                                        |
| H7             | Cortex-M7F(Single-core line)            | 550                            | 3224     | 128 — 2048                 | до 1,4 МБайт      | TFT-LCD, JPEG codec, Ethernet, Chrom-GRC™, optional embedded SMPS, dual Octo-SPI with on-the-fly decryption                                                        |

| Название серии | Ядро ARM   | Максимальная частота ядра, МГц | CoreMark | Объем Flash памяти (кБайт) | Объем RAM (кБайт) | Особенности |
| -------------- | ---------- | ------------------------------ | -------- | -------------------------- | ----------------- | --- |
| F0             | Cortex-M0  | 48                             | 106      | 16 — 256                   | 4 — 32            | Для приложений, чувствительных к цене микроконтроллера |
| G0             | Cortex-M0+ | 64                             | 142      | 16 — 512                   | до 128            | Для приложений, чувствительных к цене микроконтроллера |
| F1             | Cortex-M3  | 72                             | 117      | 16 — 1024                  | 4 — 96            | Ethernet MAC, CAN and USB 2.0 OTG, motor control |
| F3             | Cortex-M4F | 72                             | 245      | 16 — 512                   | 16 — 80           | Серия микроконтроллеров для смешанных сигналов, содержит на кристалле богатый набор компараторов, операционных усилителей, дельта-сигма АЦП, АЦП последовательного приближения и т. д. |
| G4             | Cortex-M4F | 170                            | 550      | 32 — 512                   | до 32             | Серия микроконтроллеров для смешанных сигналов, содержит на кристалле богатый набор компараторов, операционных усилителей, дельта-сигма АЦП, АЦП последовательного приближения и т. д. |

| Название серии | Ядро ARM   | Максимальная частота ядра, МГц | CoreMark | Объем Flash памяти (кБайт) | Объем RAM (кБайт) | Особенности |
| -------------- | ---------- | ------------------------------ | -------- | -------------------------- | ----------------- | --- |
| L0             | Cortex-M0+ | 32                             | 75       | до 192                     | до 20             | Динамическое потребление тока (минимальное): 49 µA/MHz (при использовании внешнего DC/DC конвертера) и 76 µA/MHz (при использовании LDO) |
| L1             | Cortex-M3  | 32                             | 93       | 32 — 512                   | 4 — 80            | Динамическое потребление тока (минимальное): 177 μA/MHz                                                                                  |
| L4             | Cortex-M4F | 80                             | 273      | 64 — 1024                  | 40 — 320          | Динамическое потребление тока (минимальное): 28 μA/MHz                                                                                   |
| L4+            | Cortex-M4F | 120                            | 409      | 512 — 2048                 | 320 — 640         | Динамическое потребление тока (минимальное): 41 μA/MHz                                                                                   |
| L5             | Cortex-M33 | 110                            | 442      | 256 — 512                  | 256               | Динамическое потребление тока (минимальное): 62 µA/MHz                                                                                   |

| Название серии | Ядро ARM               | Максимальная частота ядра, МГц | CoreMark | Объем Flash памяти (кБайт) | Объем RAM (кБайт) | Особенности                                                                                      |
| -------------- | ---------------------- | ------------------------------ | -------- | -------------------------- | ----------------- | ------------------------------------------------------------------------------------------------ |
| WB             | Cortex-M4F, Cortex-M0+ | 64, 32                         | 216      | 256 — 1024                 | до 256            | Встроенный радиотрансивер, поддерживающий протоколы Bluetooth® LE, Zigbee® and Thread®           |
| WL             | Cortex-M4              | 48                             | 161      | до 256                     | до 64             | Встроенный радиотрансивер, поддерживающий sub-GHz radio: модуляции — LoRa®, (G)FSK, (G)MSK, BPSK |

### STM32 H7
В серию H7 входят высокопроизводительные микроконтроллеры, основанные на ядре ARM Cortex-M7F с поддержкой чисел с плавающей запятой двойной точности и тактовой частотой до 550 МГц. У микроконтроллеров STM32H747/757 и STM32H745/755 дополнительно имеется ядро Cortex-M4F частотой до 240 МГц. Ядро M7F в таком случае работает на частоте до 480 МГц. Ядра при этом могут работать как совместно, так и независимо.

### STM32 F7
Серия F7 представлена микроконтроллерами на базе ядра ARM Cortex-M7F частотой до 216 МГц. По расположению портов ввода/вывода большинство микроконтроллеров серии взаимозаменяемы с контроллерами серии STM32 F4.

### STM32 F4
STM32 F4 — первая серия, основанная на ядре ARM Cortex-M4F и имеющая поддержку DSP и чисел с плавающей запятой. Расположение портов ввода/вывода совместимо с серией F7, а сам чип отличается большей тактовой частотой (от 84 до 180 МГц), имеет 64 КБ встроенной памяти, поддержку протокола I²S, встроенные часы реального времени и более быстрый АЦП.

#### Память
- До 192 КБ SRAM, 64 КБ CCM, 4 КБ NVRAM, 80 байт NVRAM, стираемой при вмешательстве.
- Flash-память разделяется на блоки 512 / 1024 / 2048 для непосредственного использования, 30 КБ для загрузки, 512 байт одноразовой памяти (OTP), 16 байт для конфигурации.
- В каждый чип запрограммирован 96-битный уникальный номер.

#### Периферия
- USB 2.0 OTG две CAN-шины один интерфейс SPI + два SPI/I²S, 3 I²S, 4 USART, 2 UART, SDIO, двенадцать 16-битных, два 32-битных и два сторожевых таймера, датчик температуры, 16/24-канальный АЦП, два ЦАП, от 51 до 140 пинов GPIO, 16 DMA, часы реального времени, а также аппаратный генератор случайных чисел,
- В моделях STM32F4x7 присутствует Ethernet, MAC и интерфейс для подключения камеры.
- В моделях STM32F41x/43x присутствует криптопроцессор, поддерживающий методы DES, TDES и AES, а также SHA-1 и MD5.
- В моделях STM32F4x9 присутствует LCD-TFT контроллер.
- Рабочее напряжение находится в диапазоне от 1,8 до 3,6 вольт.

### STM32 F3
В серии F3 представлены контроллеры на базе ядра M4F с тактовой частотой до 72 МГц. Все контроллеры данной серии совместимы с контроллерами серии F1.

#### Память
- 16 / 24 / 32 / 40 КБ SRAM, 0 / 8 КБ (CCM), 64 / 128 байта NVRAM.
- Flash-память разделяется на блоки 64 / 128 / 256 для непосредственного использования и 8 КБ для загрузки.
- В каждый чип запрограммирован 96-битный уникальный номер.

#### Периферия
- Каждый чип включает в себя разные интерфейсы для взаимодействия с периферией.
- Рабочее напряжение находится в диапазоне от 2 до 3,6 вольта.